# Folia 99
O Recreativo Escola de Samba Folia 99 é uma escola de samba e ONG de Praia Grande localizada no bairro da Cidade Ocian.
Foi criada como bloco, em homenagem à Rádio Folia 99, que fechou em 2009, justamente o ano em que a agremiação se transformou em escola de samba. Atualmente, conta com oitocentas pessoas filiadas. Os ensaios são realizados três vezes por semana.

## História
A escola foi fundada no ano de 2005 por um grupo de amigos da região do bairro Cidade Ocian que buscavam a criação de uma instituição de inclusão social para crianças e jovens. No começo, havia projetos apenas assistenciais, que recolhiam brinquedos para crianças e cestas básicas, roupas, móveis e medicamentos às suas famílias.
No ano seguinte, a Folia 99 criou a Academia Art Mix em espaço alugado para o início dos projetos sociais. A agremiação sagrou-se tricampeã do Carnaval de Praia Grande (2007/08/09) como bloco, e estreará em 2010 como escola de samba.

## Segmentos

### Presidentes
| Nome                           | Mandato     | Ref.  |
| ------------------------------ | ----------- | ----- |
| Antonio Carlos Oliveira Santos | Atualidade  | [ 3 ] |
| Eduardo Oliveira               | 2016 a 2018 |       |

### Diretores
| Ano                      | Diretor de Carnaval | Diretor geral de harmonia | Mestre de bateria              | Ref.  |
| ------------------------ | ------------------- | ------------------------- | ------------------------------ | ----- |
| 2013                     |                     |                           | Luiz Henrique                  | [ 3 ] |
| 2015                     |                     |                           | Deyvison Lopes de Souza "Dedé" | 10/10 |
| 2016 2017 2018 2019 2020 |                     |                           | Deyvison Lopes de Souza        |       |

### Coreógrafo
| Ano  | Nome        | Ref.  |
| ---- | ----------- | ----- |
| 2013 | Andrea Nagy | [ 3 ] |
| 2016 |             |       |

### Casal de Mestre-sala e Porta-bandeira
| Ano                       | Nome                             | Ref.  |
| ------------------------- | -------------------------------- | ----- |
| 2013                      | Mestre Valdir e Andress Simpatia | [ 3 ] |
| 2015                      | Eduardo Dirolli e Letícia Lopes  | [ 4 ] |
| 2016- 2017 2018 2019 2020 | Adriano Amorim e Walkiria Amorim |       |

### Corte de Bateria
| Período     | Rainha                  | Princesa                | Madrinha                | Ref.  |
| ----------- | ----------------------- | ----------------------- | ----------------------- | ----- |
| 2005 - 2008 | Luciana Oliveira        | Patrícia Santos Batista | Não Tinha               |       |
| 2009        | Patrícia Santos Batista | Simone Budnachuck       | ?                       |       |
| 2010 - 2012 | Skarlat Yasmin Mendes   | Simone Bodnachuck       | Patrícia Santos Batista | [ 3 ] |
| 2013 - 2015 | Juliana Santos          | Rebeca Oliveira         | Patricia Santos Batista |       |

## Carnavais
| 2007 | Campeão     | Blocos   | |                                                                                             |                     |             |
| 2008 | Campeão     | Blocos   | |                                                                                             |                     |             |
| 2009 | Campeão     | Blocos   | Japão, de um sonho à intensa realidade, 100 anos de imigração, no berço do mundo aos encantos da nação                                                                                        |                                                                                             |                     |             |
| 2010 | Campeão     | Especial | Na natureza, nas religiões e antigas tradições. Água, patrimônio natural, fonte da vida. |                                                                                             |                     |             |
| 2011 | Campeão     | Especial | O Povo Brasileiro... Mistura de Raças, Culturas e Religiões |                                                                                             |                     |             |
| 2012 | Campeã      | Especial | 99 é uma louca paixão.... vermelho e branco,as cores do meu pavilhão |                                                                                             |                     | [ 5 ]       |
| 2013 | 2o.         | Especial | Abençoado Pelos Deuses Guardiões das Artes… Batizado Francisco Anysio de Oliveira Paula Filho… Consagrado, Chico Anysio Compositores: Beto Lipe, Fernando Art, Clebert Art e Adeílton Almeida | Sérgio Deguiã                                                                               | Adeilton de Almeida | [ 3 ]       |
| 2014 | Vice-campeã | Especial | Com as palavras do povo e os olhos de Deus - Tatico, quem ajuda não se esconde |                                                                                             |                     | [ 4 ]       |
| 2015 | 4º lugar    | Especial | Zeus, o Deus do trovão... 100 anos de iluminação... Que Haja Luz! Compositores:Wesley Rios, André Pantera, Wagninho Sempr Soube e Nato Santos                                                 | Beto Bis, Eduardo Oliveira, Brunno Dell Quaglio, Sérgio Deguiã, Gines Munhos e Luis Bacana. | Adeilton Almeida    | [ 4 ] [ 6 ] |
| 2016 |             |          | |                                                                                             |                     |             |